# Isbill

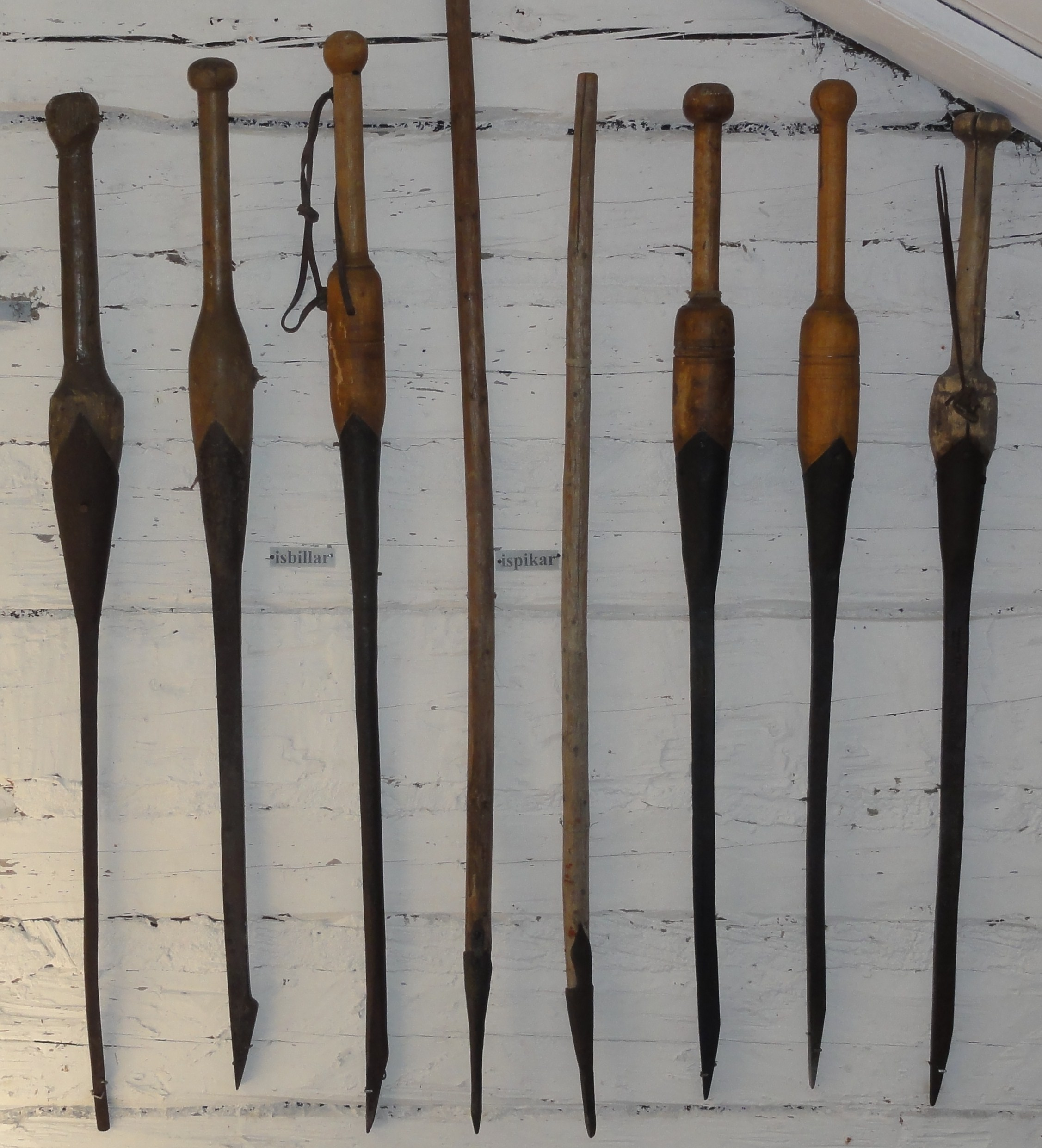
Isbillar och ispikar på Wira bruks museum

Isbill är ett verktyg för att slå hål i is, eller för att undersöka isens tjocklek.
Både isbillar och ispikar av äldre modell har träskaft med en underdel av stål. Ispikar har ett långt träskaft och en kort stålspets, medan isbillar har ett kort eller halvkort skaft och en längre spettliknande underdel av stål. Moderna ispikar för främst långfärdsskridskoåkning är ofta gjorda i helmetall, i aluminium.
Isbillens användning är i första hand att slå hål i isen, till exempel vid angelfiske, medan ispiken främst används för att mäta isens bärighet.